# Bric-à-Brac

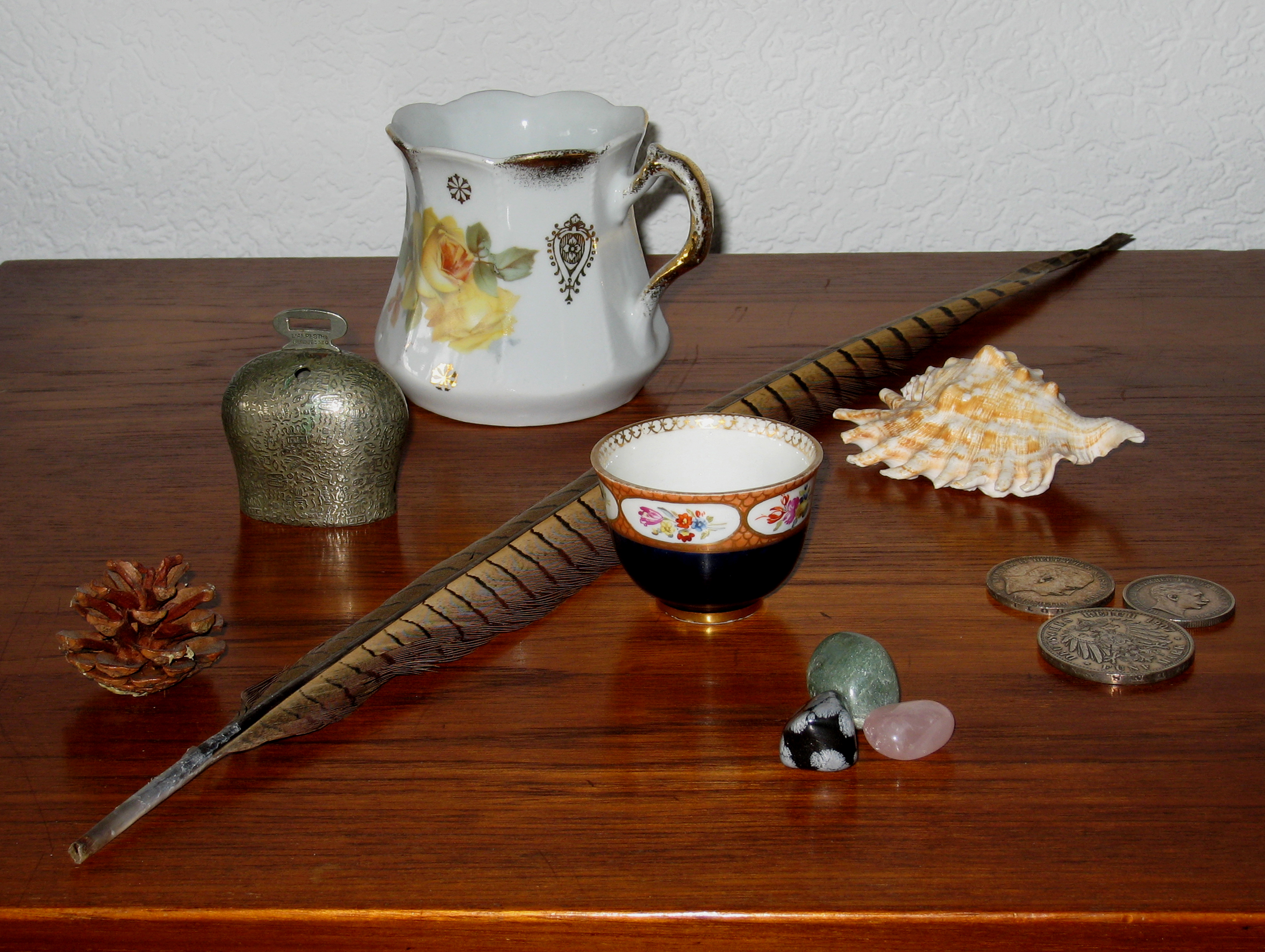
Bric-à-Brac – Ansammlung dekorativer Kleinigkeiten

Der Begriff Bric-à-Brac stammt aus dem Französischen und bezeichnet ursprünglich eine Ansammlung kleiner Kunst-, Zier- und sonstiger Sammelgegenstände, zum Beispiel aufwändig dekorierte Teetassen und kleine Vasen, Federn, Wachsblumen unter Glaskuppeln, Eierschalen, Statuetten sowie gemalte oder fotografierte Miniaturen. Im Englischen gibt es den Begriff Bric-a-brac seit der viktorianischen Ära, als man anfing, solche Gegenstände auf Kaminsimsen und Tischen oder in Regalen und Vitrinen bzw. Vitrinenschränken zur Schau zu stellen. 
Heutzutage sind mit Bric-à-Brac Gegenstände von geringem Wert bzw. auf Straßen- und Flohmärkten angebotener Trödel gemeint.
Verwandte Begriffe sind (dekorative) Kleinigkeiten, Krimskrams, Nippes, Nippsachen, Schnickschnack, Tand.

## Weitere Bedeutung
Mit Bric-à-Brac wird im französischsprachigen Teil Kanadas (insb. Québec) das beabsichtigte Schleudern eines Automobils auf gefrorenem Untergrund bezeichnet. Dazu wird das Gefährt beschleunigt und bei ruckartig eingeschlagenem Lenkrad die (auf das Hinterrad wirkende) Handbremse angezogen. Somit bricht der Wagen hinten aus und beginnt zu schleudern. Etymologisch betrachtet ist die Wendung eine Zusammensetzung aus engl. „bricks“ für Pflastersteine und „brake“ für Bremse. Es wurde dann zu dem ähnlich klingenden „Bric-à-Brac“ abgeschliffen.